# Marc Basseng

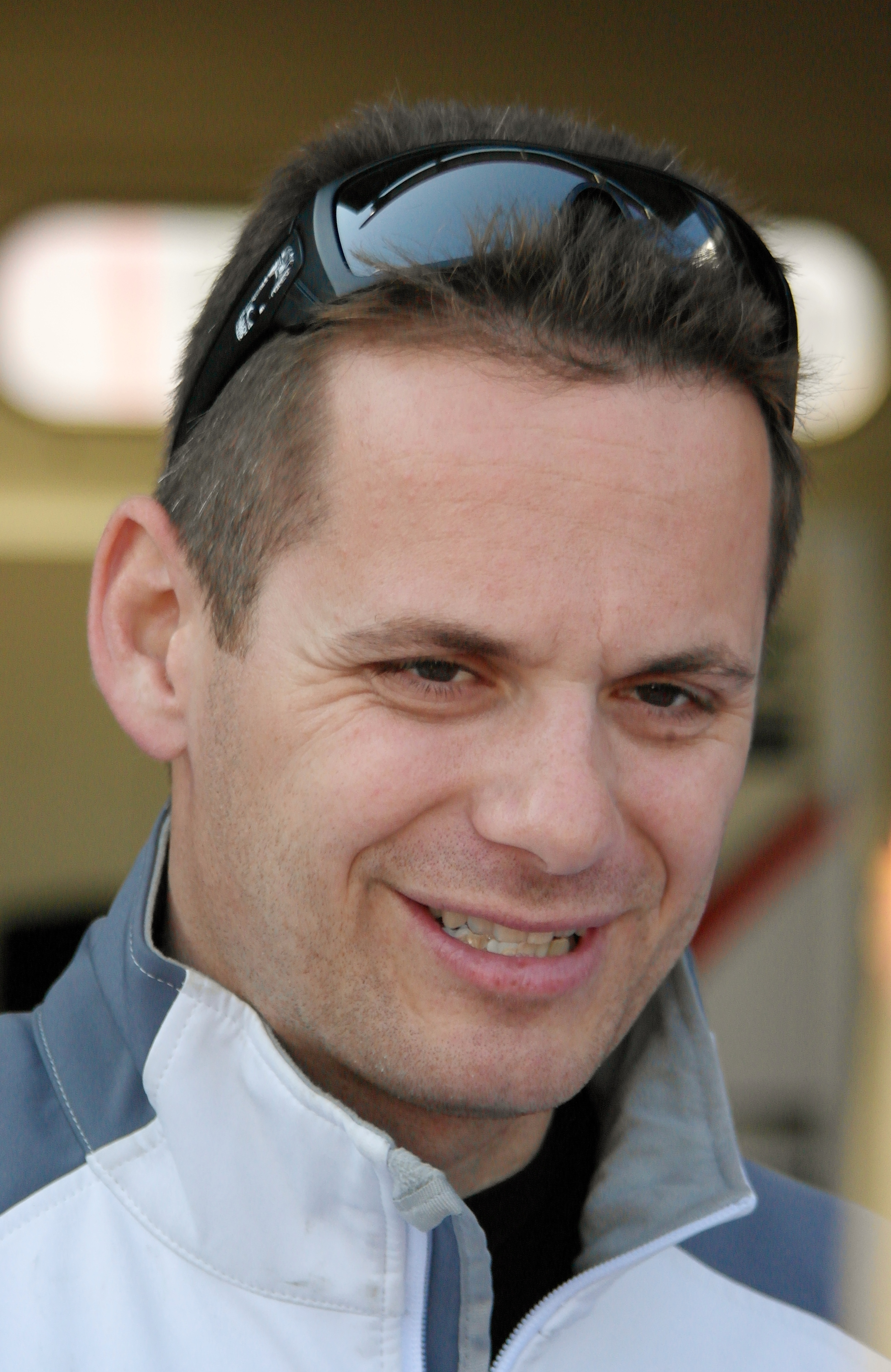

Marc Basseng (12 de diciembre de 1978, Engelskirchen, Alemania) es un piloto de automovilismo de velocidad alemán. Ha logrado 25 victorias en el Campeonato de Nürburgring de Resistencia de la VLN, inicialmente como piloto de Porsche y luego de Audi. También obtuvo el Campeonato Mundial de GT1 de 2012, y venció en las 24 Horas de Nürburgring de 2012, las 24 Horas de Daytona de 2007 y las 12 Horas de Bathurst de 2011.
Aparte de su actividad como piloto, Basseng se ha desempeñado como periodista de automovilismo en Alemania.

## Inicios y Porsche
Basseng se inició en el karting, y disputó la Fórmula BMW Alemana en 1996. Luego corrió en la Copa Porsche Carrera Alemania con el equipo Porsche Junior, donde resultó décimo en 1997 y tercero en 1998. A continuación, corrió en la Copa Renault Clio V6.
En 2004, el piloto debutó en el VLN con un Porsche 911 del equipo Land. En paralelo a dicha campaña, corrió en las 24 Horas de Nürburgring con dicho equipo, donde resultó tercero absoluto en 2007 junto a Frank Stippler, Dirk Adorf y Marc Hennerici.
A su vez, el alemán corrió con Porsche en otras carreras. En 2006 disputó los 1000 km de Nürburgring de la Le Mans Series con T2M, y llegó sexto en la clase GT de las 24 Horas de Daytona con Farnbacher-Loles.
En 2007 triunfó en la clase GT de las 24 Horas de Daytona con Alegra. A continuación, abandonó en las 12 Horas de Sebring de la American Le Mans Series y llegó retrasado en Long Beach con Trans Sport. Luego disputó los 1000 km de Spa-Francorchamps y las 1000 Millas Brasileñas de la Le Mans Series con Felbermayr-Proton, logrando la victoria en la clase GT2 en la prueba sudamericana acompañando a Marc Lieb y Xavier Pompidou.
También en 2007, el alemán corrió las fechas de Zolder y Zhuhai del Campeonato FIA GT también junto a Lieb. Por otra parte, disputó la fecha de Silverstone del Campeonato FIA GT, en este caso con un Lamborghini Murciélago de Münnich junto a Stefan Mücke.
En 2008, Basseng participó en las 24 Horas de Daytona y los 1000 km de Utah de la Grand-Am Rolex Sports Car Series nuevamente con Alegra. En tanto, disputó la American Le Mans Series con un Porsche 911, primero con Farnbacher-Loles y luego con Vici. Logró un tercer puesto en la clase GT2 en St. Petersburg junto a Dirk Werner, y un quinto en Long Beach junto a Alex Davison.
También disputó dos carreras del ADAC GT Masters junto a Tim Bergmeister en el equipo Mühlner, siempre con un Porsche 911. Logró una victoria, un tercer puesto, un cuarto y un sexto, ayudando así a que Bergmeister obtuviera el título. En tanto, ganó las 24 Horas de Spa en la clase G3 con el equipo Mühlner.

## Audi (2009-presente)
El piloto se unió al programa de Audi de gran turismos en 2009. Al volante de un Audi R8 del equipo Phoenix, llegó quinto en las 24 Horas de Nürburgring junto a Stippler, Marcel Fässler y Mike Rockenfeller. En 2011 llegó tercero absoluto acompañado de Stippler y Fässler, y en 2012 logró la victoria junto a Stippler, Marcus Winkelhock y Christopher Haase.
En 2009, Basseng llegó tercero absoluto en las 24 Horas de Spa con Phoenix, por detrás de dos GT1 y por delante de los GT2. En 2011, ganó las 12 Horas de Bathurst con Joest acompañado de Darryl O'Young y Christopher Mies. También disputó las 24 Horas de Spa junto a Stippler y Haase, donde abandonó.
El piloto llegó segundo en la clase GT de las 24 Horas de Daytona de 2013 con un Audi R8 oficial de APR, acompañado de Stippler, René Rast e Ian Baas.

## Münnich (2010-presente)
Münnich fichó a Basseng para disputar el Campeonato Mundial de GT1 2010 con un Lamborghini Murciélago. Acompañado de Thomas Jäger, Christophe Bouchut y Caíto Risatti en las distintas fechas, logró un sexto puesto en la carrera final de Potrero de los Funes como único resultado puntuable.
En 2011, su compañero de equipo en el Campeonato Mundial de GT1 pasó a ser Winkelhock. Llogró tres victorias, seis podios y 11 resultados puntuables en 20 carreras. Así, quedó noveno en el campeonato de pilotos y cuarto en el de equipos.
Continuando junto a Winkelhock, el alemán ganó una carrera y acumuló diez podios y 14 top 5 en 18 carreras. Así, se coronó campeón mundial de GT1 ante las duplas Frédéric Makowiecki / Stef Dusseldorp, Michael Bartels / Yelmer Buurman y Laurens Vanthoor / Stéphane Ortelli.
En 2012, Münnich pasó a correr en el Campeonato Mundial de Turismos. Al volante de un SEAT León, Basseng obtuvo un cuarto puesto, dos quintos y diez resultados puntuables en 24 carreras, por lo que terminó 13º en el campeonato. También disputó dos fechas del Campeonato FIA GT con un Lamborghini Murciélago de Reiter.